# بریو کامبت فدریشن
بریو کامبت فدریشن (انگلیسی: Brave Combat Federation) بزرگترین بنگاه تبلیغات هنرهای رزمی ترکیبی در خاورمیانه است. این سازمان در سپتامبر ۲۰۱۶ توسط خالد بن حمد آل خلیفه تأسیس شد. دفتر مرکزی سازمان بریو کامبت فدریشن در شهر السیف، بحرین قرار دارد.